# Nicolaus Zink
Nicolaus Zink (* 4. Februar 1812 in Bamberg; † 3. November 1887 in Comfort, Texas, USA) war ein deutschamerikanischer Bauingenieur und Landwirt. Er führte Anfang 1845 den ersten Siedler-Treck des Mainzer Adelsvereins nach Texas und baute dort das Fort Zinkenburg, den Vorläufer der Ortschaft New Braunfels im Comal County.

## Familie
Zink heiratete noch in Deutschland seine erste Ehefrau Luise von Kheusser. Die Ehe wurde 1847 in Texas wieder geschieden. Bald danach (1848/1849) heiratete Zink in Sisterdale (Kendall County) seine zweite Ehefrau Elisabeth. Schließlich heiratete er in dritter Ehe noch vor 1870 die Engländerin Agnes Williams.

## Leben

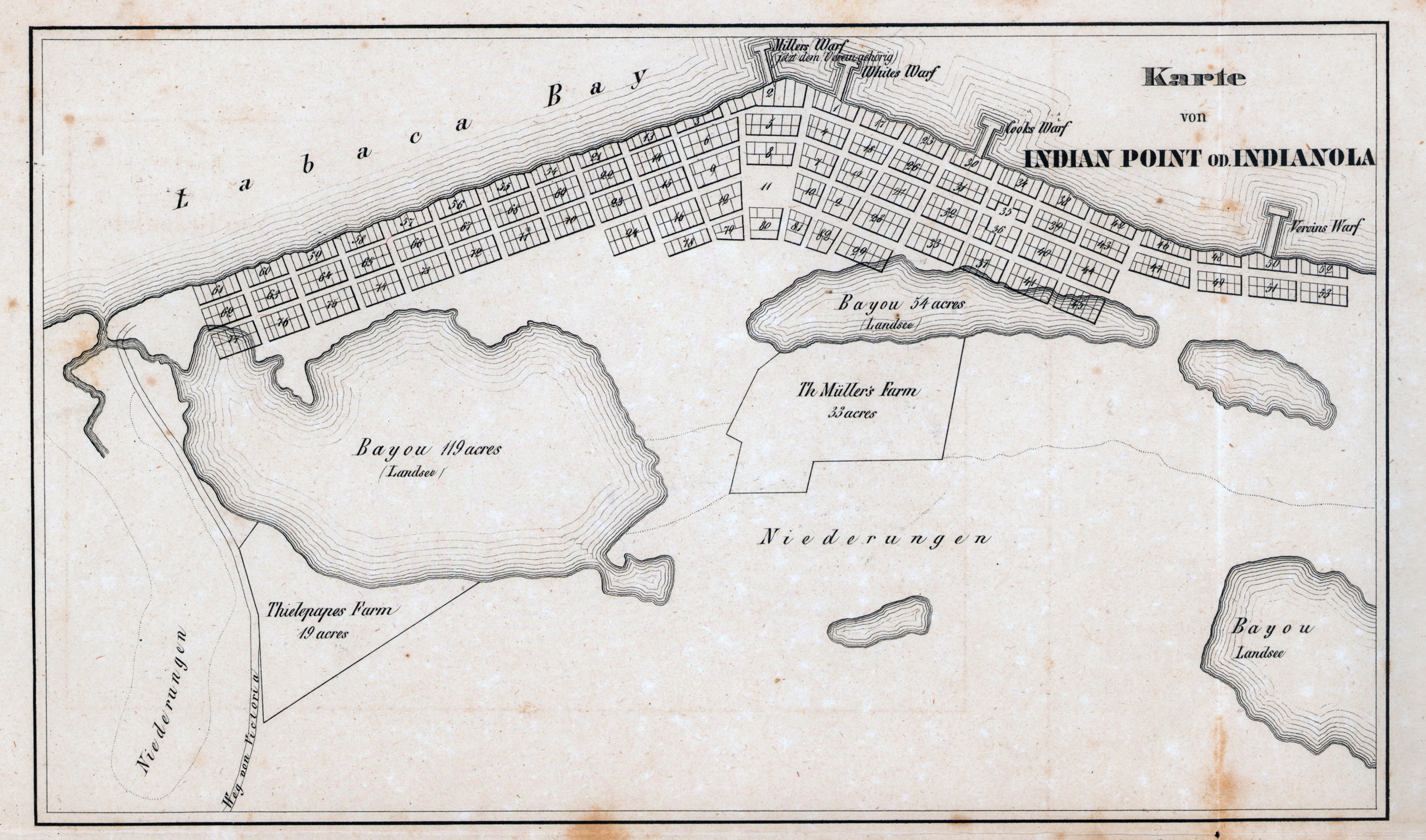
Karte von Indian Point od. Indianola, 1851

Zink war zunächst Offizier in der königlich bayerischen Armee und war als Militärangehöriger an der Planung der ersten griechischen Eisenbahnstrecke beteiligt, später arbeitete er als Bauingenieur.
Ende des Jahres 1844 wanderte der „Freidenker“ Zink mit seiner Ehefrau und der ersten Siedlergruppe, die vom Mainzer Adelsverein organisiert worden war, nach Texas aus. Im Dezember erreichten sie den Landeplatz Indianola in der Matagorda Bay im Calhoun County. Unter dem Kommando des damaligen Generalkommissars des Adelsvereins, Carl Prinz zu Solms-Braunfels, führte Zink den Treck aus unzähligen Karren und Wagen mehr als 3 Monate lang am Guadalupe River flussaufwärts über Victoria, McCoy’s Creek und Seguin durch das unbesiedelte Texas. Unterwegs trennte sich Prinz zu Solms von seinem Treck und überließ seinem Stellvertreter von Coll und Nicolaus Zink das Kommando. Am 21. März 1845 erreichten die deutschen Auswanderer jenes Gebiet am Ostufer des Comal Creek, wo später die Siedlung New Braunfels gegründet wurde. Dort trafen sie auch wieder auf deren Namensgeber Prinz zu Solms-Braunfels.
Bei leichtem Schneesturm ließ Zink schnellstmöglich ein Fort zum Schutz der provisorischen Zeltstadt vor Witterung und vor allem vor Comanche-Indianern errichten. Das Fort, das nach ihm Zinkenburg genannt wurde, hatte zwei mit Kanonen bestückte Bastionen. In diesem Fort lebten die Deutschen, bis feste Häuser gebaut werden konnten. Als Ingenieur entwickelte Zink die Pläne, nach denen die spätere Siedlung New Braunfels aufgebaut und das angrenzende Farmland eingeteilt wurde. Ihm zu Ehren wurde später in der Stadt die Zink Street benannt. Schon im Jahr 1850 war New Braunfels die viertgrößte Stadt des Staates Texas.
Als Lohn erhielt Zink ein 25 Acre großes Grundstück in der Stadt und 100 Acre Farmland außerhalb, die er in kleinere Grundstücke aufteilte, um sie verkaufen zu können. Im Jahr 1846 transportierte er Fahrgäste und Handelswaren zwischen Houston und New Braunfels.
Nach der Trennung von seiner Ehefrau im Jahr 1847 wollte Zink eigentlich nach Fredericksburg im Gillespie County ziehen, landete jedoch am Sister Creek im benachbarten Kendall County. Dort baute er ein zweistöckiges Blockhaus, das erste Gebäude genau an der Stelle, wo später die Siedlung Sisterdale entstehen und als das bekannteste Latin Settlement in die texanische Geschichte eingehen wird.
Zink setzte sich ganz allein gegen die Comanche durch, wurde in den folgenden Jahren ein erfolgreicher Farmer und erzielte einen guten Preis für seinen Weizen, den er an die Quartiermeister der nahen Armee-Unterkünfte verkaufte. In dieser Zeit heiratete Zink ein zweites Mal – Elisabeth.

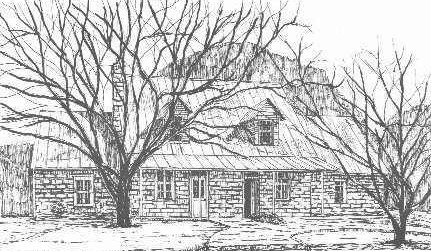
Das Farmhaus des Nicolaus Zink bei Comfort, in dem er 1887 starb, Zeichnung aus der Boerne Public Library

In dieser Zeit um 1850 lebte eine Gruppe deutscher Forty-Eighters und Freidenker zusammen mit Zink in Sisterdale, z. B. der frühere Politiker Eduard Degener und der Pädagoge Adolph Douai. Im Jahr 1850 verkaufte Zink sein Haus und einiges Land an Eduard Degener und baute sich am Baron Creek südlich von Fredericksburg eine Mühle, von deren Ertrag er als Müller lebte. Im Jahr 1853 wohnte das Ehepaar Zink in der neuen Ortschaft Comfort, einem ebenfalls von deutschen Intellektuellen gegründeten Latin Settlement.
Zwanzig Jahre später, im Jahr 1870, lebte der 58-jährige Zink als Schindel-Hersteller (shinglemaker) mit seiner dritten Ehefrau im Kendall County in einem zweistöckigen Farmhaus am Spanish Pass zwischen Comfort und Boerne – auf der heutigen Don Strange Ranch. Das Haus steht seit 1984 unter Denkmalschutz.

## Ehrungen
- Zinkenburg, Name jenes Forts, auf dessen Gelände später die Ortschaft New Braunfels entstand.
- Zink Street, Name einer Straße in New Braunfels